# Alysha Boekhoudt
Alysha Boekhoudt (sinh ngày 19 tháng 9 năm 1994) là một người mẫu người Aruba và chủ nhân cuộc thi sắc đẹp, người đã đăng quang Hoa hậu Aruba 2015 và đại diện cho Aruba tại cuộc thi Hoa hậu Hoàn vũ 2015.

## Đời sống cá nhân

### Hoa hậu Argentina 2015
Vào ngày 23 tháng 8 năm 2015, Alysha Boekhoudt đã đăng quang Hoa hậu Argentina 2015 và cũng được trao giải Hoa hậu Ảnh trong trận chung kết. Á quân là Nicole van Tellingen (Hoa hậu Thế giới Argentina 2015) và Thalia Croes.
Với tư cách là Hoa hậu Argentina 2015, Alysha Boekhoudt đã tham dự cuộc thi Hoa hậu Hoàn vũ 2015, tuy nhiên cô không tham gia.